# 斯旺 (密蘇里州)
斯旺（英語：Swan）是位於美國密蘇里州托尼縣的非建制地區。

## 歷史
斯旺的郵局於1841年設立，1864年關閉後又於1880年重啟，最終於1957年停運。

## 地理
斯旺所處的海拔為高於海平面251米（即823英呎），而該地所採用的時區為UTC-6，即北美中部時區（CST）。同時該地設有夏令時間，為UTC-6調快一小時，即UTC-5（CDT）。